# Канал Рейн — Рона
Ро́на-Рейн (фр. canal du Rhône au Rhin) — судоходный канал в восточной Франции.
Канал был построен в 1784—1833 годах, соединяет бассейны рек Северного (Рейн) и Средиземного морей (Рона).
Начало в коммуне Ниффер — канал выходит из Большого Эльзасского канала, посредством которого он соединён с Рейном. Конец в коммуне Сен-Симфорьен-сюр-Сон, где он впадает в Сону, через которую соединяется с Роной. Длина канала — 237 км, шлюзов 112. Часть пути между крайними точками проходит по реке Ду. Между Мюлузом и Страсбургом установлена береговая электротяга.

## Примечания

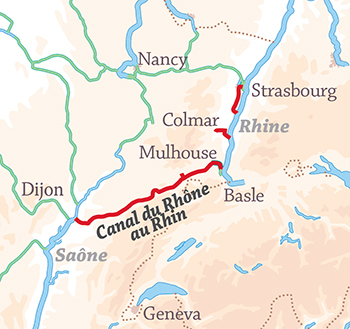
Карта южного русла канала и сохранившихся фрагментов северного